# Paddy Adenuga
Paddy Adenuga, né le 21 juin 1984, est un homme d'affaires et scénariste nigérian,. Il est né à Londres, en Angleterre, et est le fils du milliardaire nigérian Mike Adenuga,.

## Biographie

### Éducation
Paddy Adenuga a déménagé de Lagos à Harlingen à l'âge de dix ans pour suivre des cours à l'académie militaire de la marine dans la vallée du Rio Grande. Après avoir terminé ses études, Adenuga a entrepris des études en administration des affaires à l’Université du Massachusetts, à Boston. En 2002, il a obtenu un baccalauréat en administration des affaires de l'université du Nord-Est à l'âge de dix-huit ans,.

### Carrière
Paddy Adenuga a commencé sa carrière en 2002 au sein de son groupe familial Mike Adenuga. Il est devenu directeur exécutif du groupe GLO et de la société d’exploration et de production pétrolière en amont, Conoil Producing.
En 2006, il a quitté le groupe Mike Adenuga pour établir avec un associé, Cayne & Cayne à Londres une société spécialisée dans le courtage de produits pétroliers raffinés pour des sociétés pétrolières nigérianes,.
Adenuga rejoint le groupe Mike Adenuga à Lagos, au Nigéria, en 2009, où il a travaillé en tant que co-PDG de Glo et PDG de ConOil Producing. Sous la direction de Paddy Adenuga, Glo étant la couverture nationale de ses tours de téléphonie cellulaire au Nigeria, au Ghana et au Bénin,.
En 2011, Adenuga a dirigé l’offre de 1,3 milliard de dollars de ConOil sur le groupe pétrolier OML 30 de Shell au Nigéria. En 2013, il a orchestré une acquisition presque réussie de l'entreprise et de la gestion de la production d'actifs de Chevron Pays-Bas,.